# Toxostoma lecontei
El cuitlacoche pálido (Toxostoma lecontei) es una especie de ave paseriforme de la familia Mimidae. Se distribuye en el suroeste de Estados Unidos y el noroeste de México. Prefiere vivir en desiertos con muy poca vegetación, donde se mezcla con los suelos arenosos. El nombre científico de la especie conmemora al entomólogo estadounidense John Lawrence LeConte.